# 梨形鞭毛蟲病
梨形鞭毛蟲病（Giardiasis或beaver fever），係為一種由蘭氏賈第鞭毛蟲引起的寄生蟲病，約有一成的患者毫無症狀 ，可能的症狀則有腹瀉、腹痛及體重減輕 。嘔吐，糞便有血或發燒則相對少見，通常症狀始於接觸鞭毛蟲後 1~3 週，如不接受治療，最久會在六週後發病。
賈第蟲散佈的方式是，含有賈第鞭毛蟲囊腫的糞便污染了食物或飲水後被人吃或喝下肚.，也可能在人與人之間或從動物傳到人類身上。風險因子有生食、換尿布、飼養犬類或到發展中國家旅遊。賈第鞭毛蟲囊腫可在冷水中存活將近三個月；確診方法是做糞便檢驗。
典型的預防方式是促進環境衛生，沒有症狀的患者通常不需要藥物治療，若症狀顯現，往往會使用梯尼達諾或甲硝唑。感染後的患者可能會暫時出現乳糖不耐的情形，此時則會建議避免飲用奶類幾週 ；也可能對服用的藥物產生抗生素抗藥性。
賈第蟲是全球最常見的人類寄生蟲之一。2013 年，全球約有 28 億患者罹患此症並顯現症狀。，已開發國家約佔 7%，但在發展中國家卻高達 30%；世界衛生組織將此症列為被忽視熱帶病 。

## 延伸閱讀
- Kathleen Meyer, How to Shit in the Woods: An Environmentally Sound Approach to a Lost Art,  Ten Speed Press (1989). A practical guide to wilderness waste disposal to prevent giardiasis.

## 外部連結
- Giardiasis Fact Sheet （页面存档备份，存于）